# Erythranthe exigua
Erythranthe exigua är en gyckelblomsväxtart som först beskrevs av Asa Gray, och fick sitt nu gällande namn av Guy L. Nesom och N.S.Fraga. Erythranthe exigua ingår i släktet Erythranthe och familjen gyckelblomsväxter. Inga underarter finns listade i Catalogue of Life.